# Stratford-upon-Avon
Stratford-upon-Avon er en engelsk by kendt som William Shakespeares fødeby. Byen ligger syd for Birmingham og nordvest for London ved floden Avon.
Den tiltrækker mange turister, der blandt andet kan se fem (samlinger af) huse med tilknytning til Shakespeare, hvoraf fødehjemmet på hovedgaden Henley Street er det ene.
- New Place og Nash's House ligger lige ved siden af hinanden, og det første hus var det store hus, som Shakespeare købte i 1587, og hvori han boede frem til sin død i 1616.
- Nash's House ligger lige ved siden af.
- Hall's Croft er huset efter lægen John Hall, der giftede sig med Shakespeares datter Susanna.
- Anne Hathaway's Cottage er Shakespeares kones barndomshjem.
- Mary Arden's House og Glebe Farm ligger ved siden af hinanden og noget uden for Stratford, og et af husene har forbindelse til Shakespeares mor, Mary Arden.

Alle fem steder har foruden deres huse i Tudor-stil også tilknyttede haver. 